# ラーッテ林道の戦い
ラーテ林道の戦い（-りんどうのたたかい、芬：Raatteen tien taistelu）は、冬戦争の戦い。1940年1月のスオムッサルミの戦いの一部である。この戦いでフィンランド軍のモッティ戦術の効果が発揮された。

## 背景
1939年12月7日、ソ連軍第163狙撃師団はスオムッサルミを占領した。しかしながらこれはソ連軍の補給路を伸ばさんとするフィンランド軍の作戦であり、この後分断され、孤立状態に陥った第163師団を救出するために、ソ連はウクライナ人からなる第44機械化狙撃師団を増援に派兵した。しかし、ラーテ林道戦の開始前、フィンランド軍第9師団は既にソ連163師団をほとんど崩壊させており、この後ヤルマル・シーラスヴオの指揮するフィンランド軍はラーテ林道において第44師団に総攻撃をかける。総攻撃の開始は1940年1月5日であった。

## 経過
ソ連第44師団はラーテ林道上、スオムッサルミから12kmのハウキラ近くの道で戦闘を開始する。フィンランド軍第9師団はこれを攻撃する指令を受けた。この師団は4つの大隊に分けられ、それぞれ指揮官の名前にちなんで名づけられた。ハウキラ方面では多くのソ連軍が林道を通行しようとしており、これをマキニエミとマンドリンの大隊が攻撃した。マキニエミ大隊は公式攻撃の数日前、ハウキラへの移動を始める。同時期に、ソ連第3NKVD連隊が第44軍の補佐に到着している。
1月6日朝、フィンランド軍はソ連軍の縦列の中に割って入りソ連軍を道路上で寸断することに成功し、地雷などで強化されたいくつかの防衛点を確保した。この日の一日中、ラーテ林道付近では大戦闘が起こっており、フィンランド軍はソ連第44軍の分断を続けた。ソ連軍はフィンランド軍の防衛点を制圧しようと正面攻撃を試みたが、これもフィンランド軍の反撃により退けられ多くの戦車を失った。同日21時30分、ついにヴィノグラドフ中将はソ連への退却を命令する。東へ逃げようともしたが、カーリ大隊によって阻まれたため、混乱に陥ったソ連軍は北へと逃走し始める。ファルゲナス大隊は林道東部の橋を制圧することができなかったが、翌日、大隊はこの地区を奪還した。1月7日の午前にはソ連軍の抵抗は止んだ。師団の生き残りはばらばらに封鎖からのがれ、ソ連国境へと逃走した。
この戦闘は二日間続き、ソ連第44師団は壊滅した。また、飢えや寒さによって多くの死者が出た。

## 結果
派遣していた第163狙撃師団、第44機械化狙撃師団の双方が壊滅したため、ソ連軍は体勢の立て直しを余儀なくされる。
弾薬や装備品の不足していたフィンランドは、この戦闘で43台の戦車、71門の対空砲、29門の対戦車砲、100丁近くの機関銃、装甲車、装甲トラック、260台のトラック、1170頭の馬、6000丁のライフル、飛行機一機、弾薬、医療品などを鹵獲した。
ソビエトの司令官であったヴィノグラドフとその配下の将校二人はこの戦いを生き残った。4日後、彼らはソ連国境にたどり着いたが、その後軍法会議にかけられ、55の野戦炊事所を破壊されたことについて告発され、敗戦の責任を糾弾され、有罪となり処刑された。
その後もこの地域ではいくつかの小戦闘が行われた。
今日、戦場跡には冬戦争の両軍の全ての死者のためのモニュメントが立っている。また、この戦いで命を落としたソ連軍兵士の墓がいくつも沿道に並んでいる。